# Réfugié écologique
Les réfugiés climatiques, migrants climatiques, réfugiés écologiques ou écoréfugiés sont une catégorie de réfugiés environnementaux.
Ce sont des personnes ou groupes qui sont forcés de quitter leur lieu de vie temporairement ou de façon permanente à cause d'une rupture environnementale (d'origine naturelle ou humaine) qui a mis en péril leur existence ou sérieusement affecté leurs conditions de vie. Ce sont souvent des agriculteurs, mais aussi parfois des chasseurs-cueilleurs, des pêcheurs ou des éleveurs.

## Terminologie
Ce sont les photographes et journalistes du Collectif ARGOS, basé à Paris, qui avaient commencé leurs investigations sur ce sujet en 2002, qui semblent avoir diffusé l'expression « réfugiés climatiques », ou qui l'auraient utilisé en France pour la première fois.
Mais Essam El Hinnawi pour l'ONU avait, dès 1985, utilisé l'expression « réfugié environnemental (Environmental Refugees) » à propos des populations déplacées à la suite des sécheresses subsahariennes et des dégradations de leurs territoires. Certains auteurs comme Norman Myers, dès les années 1990, parlent d'exode environnemental, à propos des conséquences du changement climatique.

## Éléments de définition
L'Organisation internationale des migrations retient la définition suivante :

« On appelle migrants environnementaux les personnes ou groupes de personnes qui, essentiellement pour des raisons liées à un changement environnemental soudain ou progressif influant négativement sur leur vie ou leurs conditions de vie, sont contraintes de quitter leur foyer ou le quittent de leur propre initiative, temporairement ou définitivement, et qui, de ce fait, se déplacent à l’intérieur de leur pays ou en sortent. »

## Prospective chiffrée
Ce type de prospective est particulièrement délicat, car le nombre des déplacés et réfugiés est actuellement mal connu, et il sera dans le futur proche déterminé par des croisements complexes entre la crise de la biodiversité et la crise climatique dont l'ampleur exacte ne peut être prédite avec exactitude, mais aussi en fonction du contexte géopolitique et par exemple des actions locales préventives d'adaptation au changement climatique.
L'estimation du nombre futur de réfugiés écologiques et climatiques doit être utilisée et présentée avec beaucoup de prudence, car pouvant grandement varier selon les scénarios géopolitiques retenus. Le lien entre dégradation environnementale et la décision de migrer est encore mal cerné.
Via de très nombreux indicateurs, suivis par des moyens et modèles de plus en plus fiables et précis, tous les rapports (scientifiques et de consensus) successifs de l'IPBES et (depuis 3 décennies) du GIEC ont systématiquement montré, à chaque mise à jour, une crise environnementale mondiale s'aggravant très significativement, et des objectifs et engagements politiques non tenus de la part des États et grandes multinationales présents aux sommet de Rio et suivants (hormis pour le protocole de Montréal qui semble pouvoir tenir ses promesses et lutter efficacement contre le trou de la couche d'ozone). Tous les experts du sujet et prospectivistes s'accordent sur le fait que ce nombre augmentera probablement beaucoup et peut-être brutalement, et qu'il nécessite une préparation de leur accueil, à échelle mondiale.
Il se pourrait que la plupart des pays soient concernés au sein de leurs frontières, certains en raison de la chaleur, d'autres en raison de risques d'épidémies, ou de la montée de la mer ou d'inondations récurrentes ; que les pays soient riches ou pauvres. L'enjeu d'une intégration rapide des « réfugiés écologiques » grâce à une prise en compte anticipée de leur devenir est un sujet géopolitique (pour la paix dans le monde) et d'éthique environnementale.
En 1993, juste après le 1er sommet de la Terre, l'Anglais Norman Myers calculait qu'à eux seuls, deux facteurs qui sont la montée du niveau marin (cf. ennoiement de terres, deltas et îles habitables et productives) associée aux effets du réchauffement climatique sur la production alimentaire, réchauffement tel que le prévoyait le GIEC à l'époque, provoqueraient la migration de près de 150 millions de personnes entre 1993 et 2050.
En 2002, Julienne Bétaille estimait que pour l'année 1998, plus de 25 millions de personnes ont quitté leurs habitations, leurs régions ou leurs pays pour fuir une dégradation « écologique ».
En 2018, l'ONU, le PNUE prévoit 250 millions de réfugiés climatiques dans le monde en 2050 et appelle à une gouvernance mondiale et solidaire. D’ici le même horizon temporel (2050) Christian Aid estime qu'au moins un milliard de personnes devraient migrer de par le monde, dont plus de la moitié pour s'adapter au réchauffement climatique ou en fuir certaines conséquences.
- 645 millions migreraient pour des raisons énergétiques,
- 50 millions à cause de conflits et atteintes aux droits de l’Homme (pouvant être exacerbés par la déforestation, le manque d'eau et la perte continue de terres arables).
- 250 millions de personnes migreraient à cause de phénomènes directement induits par le dérèglement climatique (inondations, sécheresses, pénuries d'eau et d'aliments, maladies émergentes…).
En 2017, la fondation Environmental Justice (EJF) estime qu'en moins de 15 ans, de 2017 à 2030, le nombre de réfugiés climatiques atteindra plusieurs dizaines de millions, ce qui risque de provoquer une crise migratoire encore plus aiguë que la crise migratoire actuelle en Europe. Ces migrations environnementales risquent d'accroître les tensions et les conflits si elles ne sont pas anticipées et préparées avec attention.
L'UNRIC estime pour sa part qu'avant 2100, le nombre des réfugiés climatiques pourrait être porté à 150 millions.

### Freins
Faute de cadre légal international ad hoc, et faute de budget et de gouvernance dédiés, internationale, et nationale bien souvent, le Haut Commissariat des Nations unies pour les réfugiés (HCR) est démuni, et les volontés de certaines pays ou régions pourraient être interprétées comme des ingérences écologiques, à ce jour très contraintes par le droit,.

## Les causes
Les causes principales et « classiques » du phénomène sont notamment la désertification, la déforestation, la salinisation, l'érosion, l'aridification, une catastrophe naturelle, ou divers problèmes de toxicité du sol, de l'air ou de l'eau (par salinisation notamment) qui conduisent à la disparition de ressources vitales (eau, aliments) et d'épidémies et/ou de famines.
Des causes plus récentes et qui selon l'ONU et le GIEC (son Groupe d'experts intergouvernemental sur l'évolution du climat) devraient s'aggraver sont les conséquences directes et indirectes des modifications climatiques, avec en particulier :
- le réchauffement de la planète, qui rend certaines zones incultivables et invivables ;
- une montée de l'océan, qui devrait se prolonger durant les décennies et les siècles à venir. Or, sur les 21 villes qui, en 2015, comptent plus de 10 millions d'habitants, 16 sont littorales[15]. 
À titre d'exemple la submersion d’archipels menace des millions de gens, parfois dans des régions très isolées comme les îles Tuvalu[16] où 11 600 personnes, actuellement menacées par l'élévation du niveau marin, ou encore des populations inuit et amérindiennes d'Alaska (213 communautés menacées par le recul des glaces et par le recul du trait de côte induit par la fonte du pergélisol et par la montée chaque année croissante du plus haut niveau des marées[16]).
- l'érosion et/ou la désertification et/ou salinisation des sols. L'érosion est constatée dans de nombreux pays d'Europe dont en France, et elle menace particulièrement les marges de l'Europe, dont la Turquie concernée par 160 000 km2 de sols cultivables dégradés par l'érosion et le manque d'eau[16]. En Égypte, environ 50 % des terres arables irriguées sont déjà touchées par la salinisation[16]. L'avancée de déserts (ex : le désert de Gobi en Chine s'agrandit de 10 000 km2 par an)
- des catastrophes naturelles telles que cyclones, typhons, ouragans, ondes de tempête, tsunamis, accidents industriels majeurs, etc.). Les inondations majeures et récurrentes, comme au Bangladesh[16] ou dans le delta du Nil[16] rendent difficile la survie dans certains territoires. Les ruptures de digues seront probablement de plus en plus fréquentes ;
- l'assèchement de lacs ou même de mers intérieurs (ex : mer d'Aral).
- la surexploitation des ressources halieutiques (surpêche, exacerbée par la pêche illégale et la pêche industrielle) et aggravée par l'acidification des océans, et le développement de zones marines mortes
- la déforestation, les maladies d'arbres et les incendies de forêt récurrents : en zone tropicale le rapide recul des forêts induit par la déforestation et localement par des incendies de forêt (naturels ou allumés par l'homme avant qu'il en ait perdu la maîtrise), est une source supplémentaire d'exode vers les villes, et de réfugiés parmi les populations autochtones, dont une partie sont déjà issues de groupes qui s'y étaient réfugiés (descendants d'anciens esclaves par exemple en Amazonie).
- causes géopolitiques : l'humanité de plus en plus nombreuse a besoin de mines, de carrières, d'eau, de sols cultivables, de barrages ; elle développe ses villes et étend la périurbanisation, crée des cultures d'agrocarburants ou de biomasse-énergie (dont à méthaniser), telles que canne à sucre, betterave, colza, huile de palme... Ces activités nécessitent beaucoup d'espace et se font souvent au détriment de peuples autochtones ou résidents, de milieux naturels et/ou de terres arables qui produisaient des cultures alimentaires ou supportaient des élevages. Les personnes chassées de leurs terres, par des moyens légaux ou non, viennent gonfler le flux de réfugiés. Le réchauffement est aussi cause de guerres civiles, militaires ou religieuses, qui se font toujours au détriment des populations civiles, souvent chassées de chez elles.

## État des lieux et éléments statistiques

### Nombre de réfugiés climatiques
En 2005, l'ONU évalue à 50 millions le nombre d’habitants qui pourraient être contraints de quitter leur lieu de vie en raison des conséquences du changement climatique.
En 2007, un rapport de prospective produit par l'organisation humanitaire britannique Christian Aid (en) estime que 163 millions de personnes avaient déjà dû quitter leur foyer à la suite de conflits, de catastrophes naturelles et de grands projets de développement (mines, barrages, périurbanisation, cultures d'agrocarburants, etc.).
En 2008 Janos Bogardi estime à 25 millions le seul nombre des réfugiés climatiques sans statuts (chiffre repris par la députée européenne et présidente de la sous-commission des droits de l'Homme du Parlement européen, Hélène Flautre), le nombre d'écoréfugiés est en augmentation constante.
En 2015, The Internal Displacement Monitoring Centre (IDMC), estime à 18,9 millions le nombre de déplacées sous le coup de phénomènes climatiques extrêmes.
En 2022, une étude réalisée par la Banque asiatique de développement (BAD) et l'IDMC évalue à 225,3 millions le nombre de personnes déplacées à cause de catastrophes climatiques et naturelles dans la zone Asie-Pacifique entre 2010 et 2021, soit une moyenne annuelle de 18,8 millions de personnes et environ 78 % du total mondial des déplacements de population liés aux catastrophes au cours de cette période. Sur ce total, la Chine compte 70,4 millions de déplacés, les Philippines 49,3 millions, l'Inde 41,4 millions et le Pakistan 16,4 millions. Les inondations sont responsables de 113,6 millions et les cyclones, typhons et autres ouragans de près de 100 millions, les tremblements de terre et tsunami de 10,2 millions et l'activité volcanique de 1,6 million. Cette évaluation ne prend pas en compte les 30 millions de Pakistanais déplacés par les inondations de l'été 2022.

## Vers un statut et une reconnaissance juridiques
Le droit public et international, ainsi que la jurisprudence concernant les droits de l'Homme, comme celle du droit international des réfugiés s'avèrent insuffisants et inadaptés face aux situations (très variées et parfois très complexe) des réfugiés écologiques (même pour les migrations internes à un pays,).
Alors que de petits États (îles Tuvalu) par exemple pourraient être englouties entre 2050 et 2100, perdant la totalité de leur territoire, il n'existe toujours pas de droit d'asile environnemental ; la Convention de Genève (1951) ne protège que le réfugié politique ; elle ne prévoit aucune garantie pour les victimes d'une catastrophe écologique. Et à ce jour, le droit international n'a pas prévu de statut défini juridiquement pour les réfugiés écologiques dans le droit international.
Pourtant cette nouvelle catégorie de réfugiés impose de relever des défis nouveaux et urgents, et interpelle le droit public local et international, notamment dans la perspective d'une augmentation rapide probable de leur nombre,.
Il a fallu attendre les années 1990 pour que la dégradation environnementale et climatique soit clairement associée à des problèmes de migration forcée (avec par exemple l'exode vers le Ghana des éleveurs Peuls du Mali et du Burkina Faso en 1983-84, la fuite des agriculteurs mozambicain en 1992-93 vers la Zambie, et celle des Soninké de la région de Kayes au Mali. L'extension du désert vers la mer a également poussé des mauritaniens à se réfugier au Sénégal.
Dans le années 2000, l'ONU et divers juristes telle Monique Chemillier-Gendreau appelle à la reconnaissance d’un statut juridique pour les réfugiés environnementaux, sur le même mode que les réfugiés politiques.
Ce statut pourrait également inclure les réfugiés de catastrophes autres que climatiques (séismes, cyclones) voire de catastrophes technologiques liée au climat...). Partant du constat de fréquentes violations des droits humains et des populations autochtones associées au changement climatique, et craignant une augmentation rapide du nombre des réfugiés écologiques, un programme intitulé « Climate justice » est né, porté par des associations de juristes et 70 ONG (dont les Amis de la Terre, Greenpeace, le WWF…). Il a pour objet de contribuer à la mise en place de nouvelles règles et statuts pour une « justice climatique » alors qu'émerge aussi l'idée du crime d'écocide (notamment porté en France par la juriste Valérie Cabanes).
En 2002, une fondation (LISER) est créée pour aider les réfugiés environnementaux à être juridiquement mieux reconnus et entendus.
En 2003, l'Union africaine dispose de la convention de l’OUA (signée à Addis-Abeba le 10 septembre 1969 et entrée en vigueur en juin 1974) pour régir la question des réfugiés en Afrique. Ce texte qualifie de “réfugié” « toute personne victime “d’une agression, d’une occupation extérieure, d’une domination étrangère ou d’événements troublant particulièrement l’ordre public dans une partie ou la totalité de son pays d’origine ou du pays dont elle a la nationalité », définition reprise par la déclaration de Carthagène sur les réfugiés (22 novembre 1984).
En 2005 (juin) en France, le Colloque de Limoges, organisés par deux centres interdisciplinaires scientifiques spécialisés, l'un en droit de l'environnement (le CRIDEAU) et l'autre sur les mutations institutionnelles et juridiques sur « Les réfugiés écologiques » se conclut par l'appel de Limoges qui demande notamment« la reconnaissance, l’élaboration et la proclamation d’un statut international des réfugiés écologiques permettant d’assurer la protection de cette catégorie à part entière de réfugiés”. Les organisateurs du colloque mettent en place, dans la foulée, un comité de suivi de l’Appe »,. Un projet de texte a été publié en 2008 par la Revue européenne du droit de l’environnement.
En 2006, en Belgique, Philippe Mahoux a proposé au Sénat une Proposition de résolution visant à la reconnaissance dans les conventions internationales du statut de réfugié environnemental. La même année (5 janvier) un homme politique australien (Bob Sercombe), au nom de son groupe politique, proposait (vainement) au gouvernement de créer un « droit d'asile environnemental » pour des insulaires (de Papouasie-Nouvelle-Guinée, des îles Marshall, Kiribati, Tuvalu et les États fédérés de Micronésie etc.) de l'océan indien, menacés par la montée de l'océan pacifique.
Selon le Comité des droits de l'homme des Nations unies, les États ne peuvent pas expulser des individus qui font face à des conditions induites par le changement climatique qui violent le droit à la vie,.

## Histoire

### Montée des eaux et réfugiés dans le monde

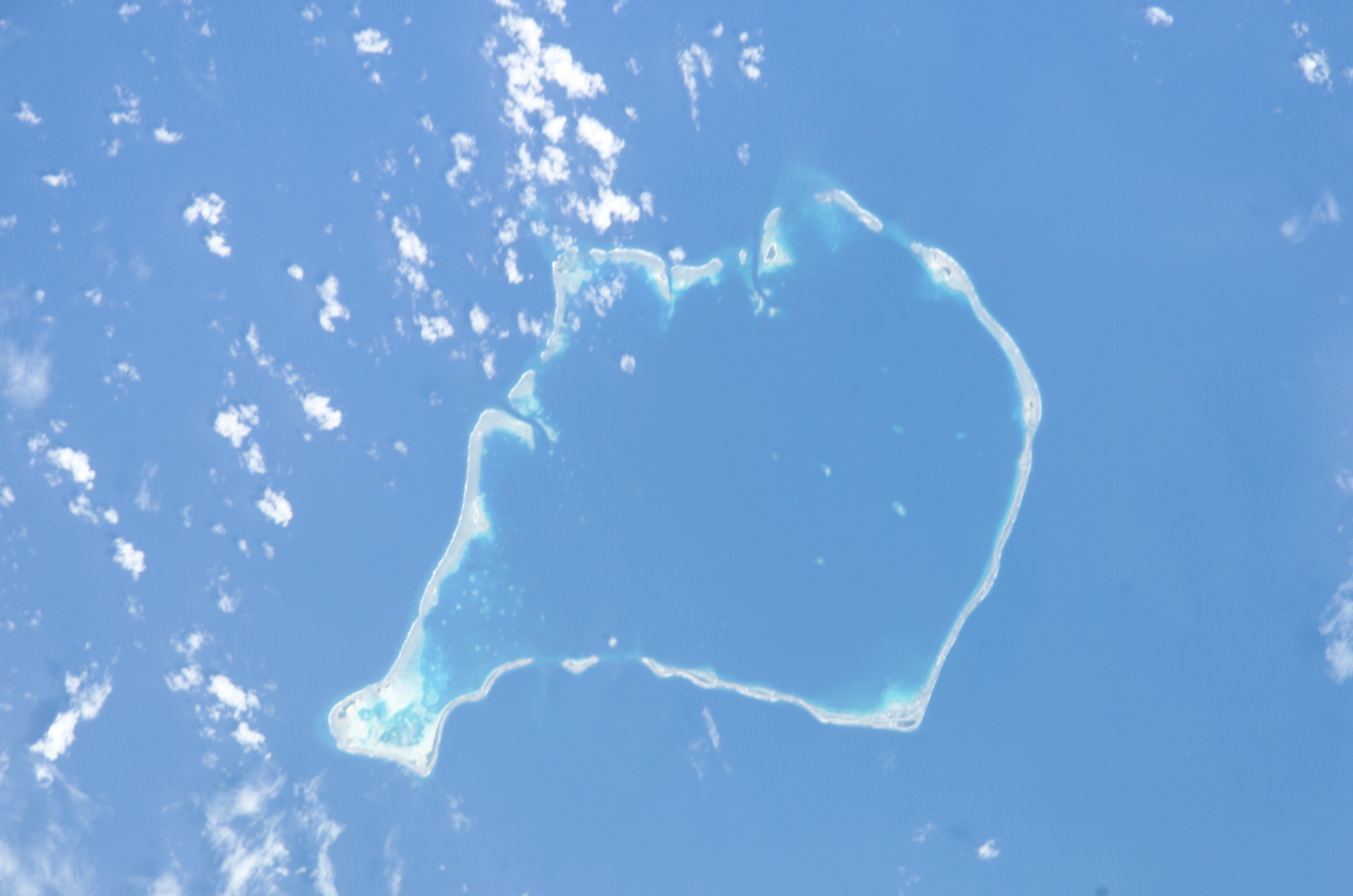
L'atoll de Funafuti à Tuvalu.

Il n'existe pas de statistiques très précises sur ce phénomène. C'est un des sujets de travail du réseau scientifique TERRA (Travaux, Études, Recherches sur les Réfugiés et l'Asile) créé sur le thème des réfugiés et demandeurs d'asile. Selon une étude de l'OCDE[réf. nécessaire], les 10 villes les plus économiquement menacées par la montée des eaux sont aux Pays-Bas (Rotterdam), aux États-Unis et au Japon.

#### Océanie
En Papouasie-Nouvelle-Guinée, les habitants de l'atoll de Carteret sont considérés comme les premiers écoréfugiés officiels, qui ont été obligés de migrer à cause de la montée du niveau de la mer attribuée au réchauffement climatique : dix familles ont été prises en charge par le gouvernement à partir de 2005. 
Depuis 2001, les habitants des Tuvalu tentent de négocier avec le gouvernement néo-zélandais leur accueil. L'archipel est soumis à de forts mouvements tectoniques verticaux qui comptent pour environ la moitié du changement relatif du niveau de la mer (les îles s'enfoncent dans la croûte terrestre), l'autre moitié étant due à la montée de l'océan global comme conséquence du réchauffement climatique. De ce fait, l'appellation de « réfugiés climatiques » parait exagérée. De plus, il peut y avoir des phénomènes plus localisés, comme un pompage excessif des aquifères d'eau douce de l'île, ce qui peut provoquer des infiltrations d'eau de mer salée.

#### Jurisprudence en Nouvelle-Zélande
En Nouvelle-Zélande, les difficultés à offrir une protection juridique aux migrants à titre de réfugiés climatiques sont mises en évidence dans le cas « Ioane Teitiota c. Chef exécutif du ministère de l’Innovation et de l’Emploi. » En mai 2014, Ioane Teitiota, un homme originaire des îles Kiribati, État archipélagique au large de la Nouvelle-Zélande, gagne l’attention des grands médias internationaux en proclamant être le tout premier réfugié climatique. Un procès se tient devant la Haute Cour de Nouvelle-Zélande puis à la Cour d’appel de la Nouvelle-Zélande. Malgré le fait que d’autres ont intenté des démarches juridiques similaires par le passé, le cas Teitiota est le premier à franchir conjointement les deux institutions d’appel. Les tribunaux expriment leur inquiétude quant à l’effet possible d’une décision rendue en faveur de Ioane Teitiota. Ces derniers estiment qu’un tel jugement ouvrirait la porte à plusieurs autres millions de personnes aux prises avec les mêmes difficultés liées aux changements climatiques. Le plus haut tribunal du pays souligne qu’il en revient aux législateurs et non aux institutions judiciaires de décider s’il faut modifier la portée de la Convention relative au statut des réfugiés de 1951 entérinée par les pays membres de l’Organisation des Nations Unies (ONU).
En examinant le concept de persécution, pierre angulaire de la définition octroyée au terme réfugié dans la Convention de 1951, en vertu du droit néo-zélandais ainsi que du droit international des réfugiés, le IPT (Immigration and protection tribunal) établit que :

« […] cela implique soit l'échec de l'État à contrôler ses propres agents qui commettent des violations des droits de l'homme, soit l'incapacité de prendre des mesures pour réduire le risque de préjudice causé par des acteurs non étatiques. […] Cette exigence d'une forme d'agent humain ne signifie pas que la dégradation de l'environnement, qu'elle soit associée ou non au changement climatique, ne pourra jamais entrer dans le cadre de la Convention relative au statut des réfugiés. »

L’IPT conclut en respectant le droit international et national applicables tout en tenant compte de la réalité évolutive des catastrophes naturelles et de la dégradation environnementale et refuse la demande du Kiribatien. Bien que cela implique une foule de problèmes importants à considérer au regard du respect des droits de l’homme, le demandeur doit tout de même respecter les critères juridiques énoncés dans la Convention relative au statut des réfugiés de l’ONU.
Le président des Kiribati, Anote Tong, prend la parole, lors de divers sommets internationaux, pour expliquer à la communauté internationale les effets du changement climatique sur son pays, et pour solliciter l'aide des pays riches. L'ONU est pour les Kiribati un cas privilégié en ce domaine. Le 2 octobre 2007, la délégation I-Kiribati affirme devant l'Assemblée Générale des Nations unies :

« Notre survie en tant que nation et en tant que peuple, avec une culture et un mode de vie qui nous sont propres, est gravement menacée par le réchauffement climatique et la montée du niveau de la mer. »

« Nous avons déjà, peut-être, atteint le point de non-retour », affirme Tong en juin 2008, craignant de voir les Kiribati cesser tout simplement d'exister. Il ajoute 

« Se préparer pour le jour où notre pays n'existera plus est très douloureux, mais je pense que c'est ce que nous devons faire. »

#### Asie
En 2005, la moitié de l'île de Bhola, au Bangladesh, est emportée par des inondations de mousson exceptionnelles, catastrophe à la suite de laquelle 500 000 personnes se sont retrouvées sans-abris. Les habitants de Bhola ont été décrits comme faisant partie des premiers réfugiés climatiques dans le monde. En 2007, un scientifique bangladais affirme : « Nous voyons déjà des centaines de milliers de réfugiés climatiques qui viennent s’installer dans des bidonvilles à Dhaka ».
Dubaï a en chantier un projet de tour flottante tournant lentement sur elle-même. Dans les pays chauds, la mer et l'évaporation peuvent être utilisées pour la climatisation du bâtiment (un projet de mosquée flottante intègre ce principe).

#### Amérique latine
Dès 2017, la population de l'île panaméenne Cartí Sugdupu se prépare à se transférer sur le continent en raison de l'élévation du niveau de la mer, résultant du changement climatique. Le 29 mai 2024, les quelque 300 familles de l'île (près de 1 400 personnes) reçoivent les clés de leurs nouvelles maisons, dans un village construit spécialement pour elles sur le continent ; elles commencent à y emménager dès le 3 juin.

#### Europe
Particulièrement concernés par la montée des océans depuis leur extension territoriale sur des polders protégés par des digues, les Néerlandais ont investi dans un important programme de confortement des mesures de lutte contre le risque de submersion marine et d'inondation venant de la terre, risque dont la gravité et l'occurrence pourrait augmenter avec le changement climatique.
Récemment[Quand ?] des technologies permettant de rendre flottantes des maisons et garages sont mises en œuvre aux Pays-Bas. Les architectes, dont Koen Olthuis (qui pense qu'on peut aussi faire des villes flottantes, des espaces verts et des éléments d'agriculture capables de flotter ou de suivre le niveau de l'eau), testent différents principes dont les deux opposés sont la « maison-bateau autonome » (nécessitant en fait encore une source d'appoint), équipée de panneaux solaires, d'une petite éolienne et d'un système intégré de recyclage des eaux usées (environ 250 000 euros pour une petite maison de base en 2010), l'autre étant une sorte de « maison amphibie » posée sur le sol mais capable de s'élever en cas d'inondation, tout en restant connectée aux réseaux (gaz, électricité, fibre optique) par des câbles ou tuyaux souples.
Plus de 300 maisons flottantes standardisées à cavité en béton servant à la fois de base et de flotteur, ont été produites par une seule entreprise (ABC) en cinq ans ; construites en usines, elles sont acheminées par les canaux à l'emplacement souhaité. Elles peuvent ensuite facilement être déplacées. Un projet d'îlot flottant d'appartements de 60 × 140 m2 dit « la Citadelle » est porté par Waterstudio,. Une des difficultés est l'étanchéité et l'isolation thermique de ces maisons, pour l'instant est difficilement réalisable avec les écomatériaux très prisés des Néerlandais.

### Avancée des déserts
C'est surtout le Sahara qui est connu pour s'étendre vers le sud (zone sahélienne), en repoussant notamment des éleveurs peuls du Mali et du Burkina Faso vers le Ghana. Le phénomène se répète ailleurs et sur plusieurs années, avec notamment en 1992-93 des agriculteurs mozambicains fuient vers la Zambie, et des Soninkés de la région de Kayes au Mali.

## Etudes
A titre d'exemple pour l'Europe :
- En 2018, l'Observatoire Hugo a été aidé à hauteur de 3,2 millions d'euros par le programme Horizon 2020 de la Commission Européenne à lancer le projet MAGYC (sur la gouvernance des migrations)[60].
- En 2020 (27 mai) un projet international de recherche sur les liens « entre le changement climatique, l'habitabilité et les points de basculement sociaux : Scénarios pour la migration climatique » a été lancé[60]. Dénommé HABITABLE et financé à hauteur de 6,8 millions d'euros par le programme Horizon 2020 de la Commission Européenne, ce projet est centré autour de la notion d'« habitabilité ». L'Observatoire Hugo de l'Université de Liège est chargé de coordonner un consortium de 20 partenaires (instituts de recherche, Think tank, ONG et organisations internationales). Ces partenaires viennent de 17 pays et trois continents (les partenaires sont basés en Europe, Afrique de l'Ouest, Afrique australe, Afrique de l'Est et Asie du Sud-Est)[60].